# Зорин, Эдуард Павлович
Эдуард Павлович Зорин (28 сентября 1931, Куляб Таджикской ССР — 27 октября 1989, Владимир) — русский советский прозаик, поэт и журналист. Член Союза писателей СССР (1965).

## Биография
Детство будущий писатель провёл на Урале. В 1953 году окончил факультет иностранных языков Ташкентского педагогического института, а затем заочно — Литературный институт имени А. М. Горького. Работал в Таджикистане.
В 1967 году переехал в г. Владимир, где проживал до своей смерти в 1989 году.
Работал школьным учителем, затем заведующим Бюро пропаганды художественной литературы. В 1972—1985 годах — ответственный секретарь Владимирской областной организации СП РСФСР.

## Творчество
Э. П. Зорин — автор трех книг стихотворений и поэм, научно-фантастической книги, повестей о молодежи, исторических романов.
Творческий путь Э. П. Зорин начал с поэзии. В 1960 году в Ташкенте вышел его первый сборник стихов «В двадцать лет», затем были изданы книги: «Красные карагачи», «Дарю вам сад», фантастическая приключенческая повесть «Следы ведут в Караташ» (Пришельцы с Аристилла — 1965). В 1969 году во Владимире был напечатан поэтический сборник «Костры».
Позже главное внимание писатель сосредоточил на исторической теме, истоках становления российского государства.

## Избранная библиография
- «Соловьиный дозор» (1973)
- историческая тетралогия о Руси XII—XIII веков, в которую вошли романы (1976—1983):
  - «Богатырское поле»
  - «Огненное порубежье»
  - «Большое Гнездо»
  - «Обагренная Русь»,
- дилогия «Клич» (о генерале Н. Г. Столетове — осталась незавершенной. В свет вышла только первая книга).

## Память
- В г. Владимире на доме, в котором жил писатель, установлена мемориальная доска.